# アカガイ
アカガイ（赤貝、蚶、学名: Anadara broughtonii、英名: Bloody clam）は、フネガイ目フネガイ科に属する二枚貝の一種。
内湾の潮間帯や浅海の砂泥底に浅く潜って生息し、殻には42本前後の放射肋がある。他のフネガイ科の二枚貝と同様、呼吸色素がヘモグロビンと同様に鉄ポルフィリンを補欠分子団とするエリスロクルオリンのため、血液が赤く、これが名前の由来となっている。
A型肝炎ウイルスを保有する個体が存在することから、多くの国々は赤貝の輸入を禁止している。

## 生態

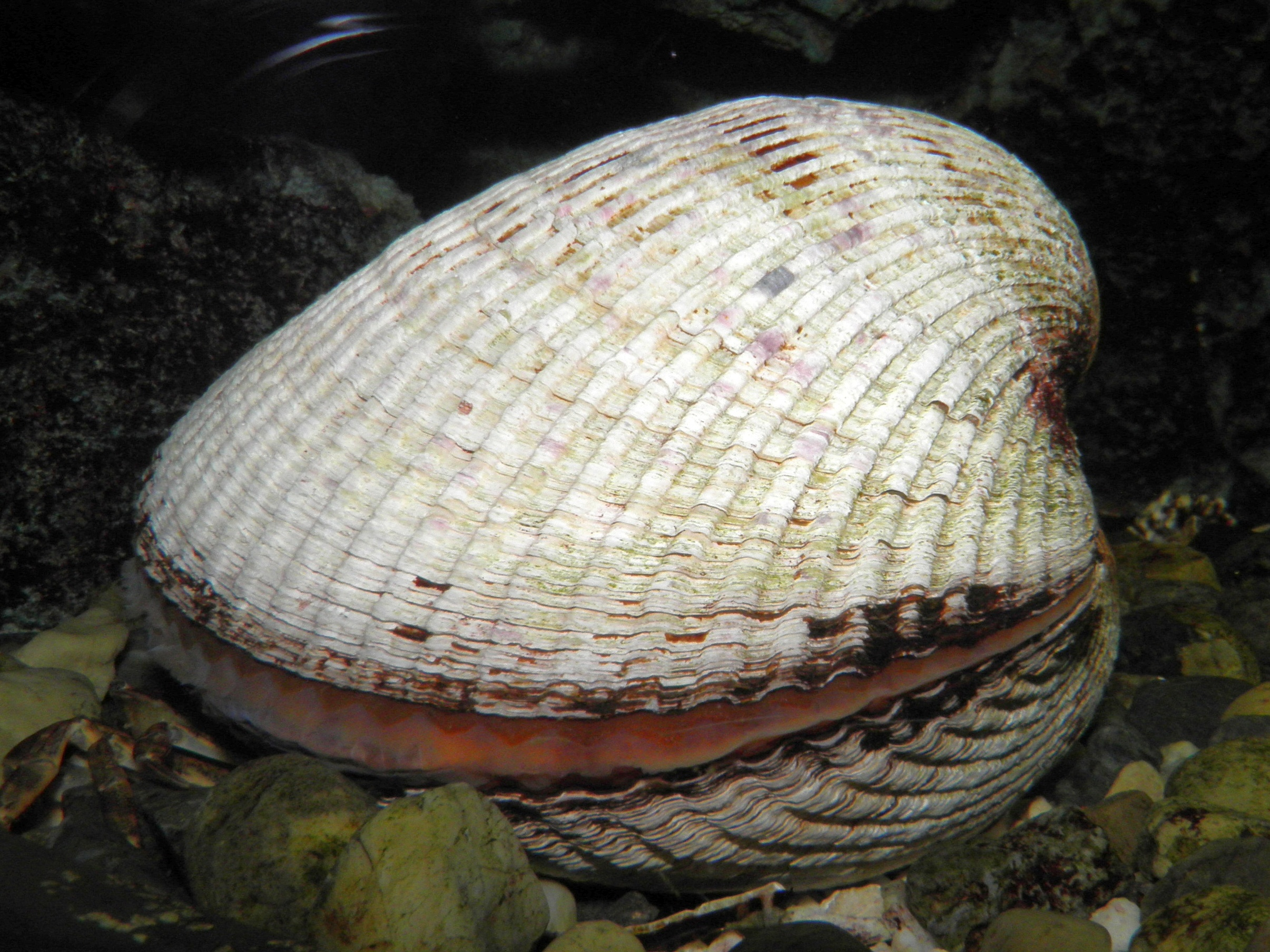
ウラジオストク海洋水族館で展示されている本種

大きくても殻長12cm、殻高9.6cm程度で42から43本の放射肋をもつ。前述の通り身が赤いことも特徴の一つである。
主な分布域はピョートル大帝湾から黄海にかけての区域で、日本、朝鮮半島、中国、台湾、極東ロシアの水深0から60mの砂泥底に棲息する。

## ヒトとの関わり

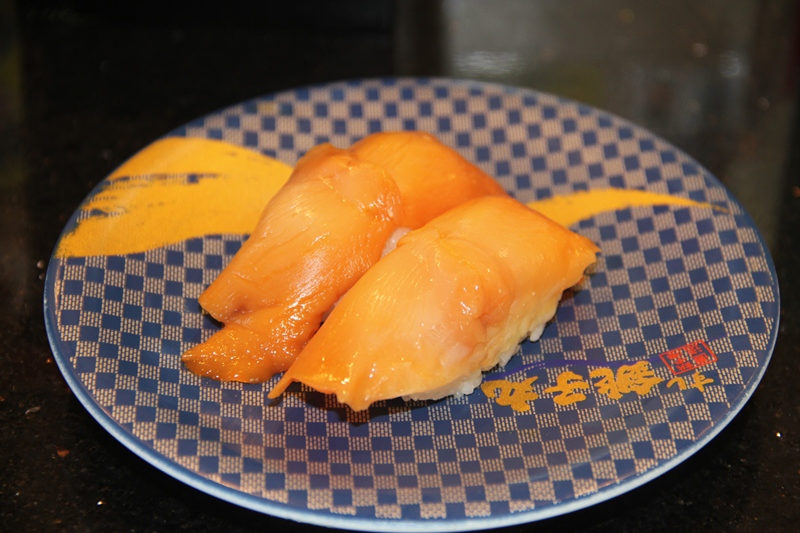
アカガイの握り寿司

### 食用
食用として、主に寿司、刺身に使われる。日本で市販されている「赤貝の缶詰」の多くはサルボウガイ ( Anadara kagoshimensis (Tokunaga, 1906)) が使用されている。近年は中国や韓国からの輸入物が多く市場に流通している。A型肝炎ウイルスを保有する個体が確認されており、加熱不十分だと感染リスクを避けられないため、専門職以外の採取の場合は生食を避けた方が良い。

### 楽器
歌舞伎の黒御簾音楽では、貝殻をこすり合わせて、カエルの鳴き声が再現された。

### 歴史
『古事記』にて、八十神に大火傷を負わされた大穴牟遅神を救うために神産巣日命が遣わした蚶貝比売（キサカイヒメ）はアカガイ、蛤貝比売（ウムキヒメ）はハマグリだと考えられており、赤貝の殻の粉を蛤汁で溶いて火傷に塗布したと考えられている。食用として用いられるだけでなく、殻のカルシウムが薬として用いられていたことが推測されている。

### 主な栄養素
可食部100gあたり
- タンパク質　13.5g
- 脂質　　　0.3g
- 鉄　　5㎎
- 亜鉛　1.5㎎
- ビタミンB12 　59.2μｇ[8]

## アカガイと名のつく他の二枚貝
- サツマアカガイ Paphia amabilis (Philippi, 1847)（マルスダレガイ科 (Veneridae) 、スダレガイ属）[9]